# Mahasz
Mahasz är Ungerns organisation för musikindustrin. Den bildades 1992 och är ansvarig för Hungarian Music Awards och musiktopplistorna i Ungern.